# Isabell Werth
Isabell Werth (Rheinberg, 21 juli 1969) is een Duitse amazone, die gespecialiseerd is in dressuur. Ze nam zeven maal deel aan de Olympische Spelen en won bij die gelegenheid acht gouden medailles en zes zilveren. Daarnaast is ze drievoudig wereldkampioen individueel en viermaal met het team. Werth is de enige ruiter of amazone met acht gouden olympische medailles.
In 2009 werd het verboden middel fluphenazine aangetroffen bij een dopingcontrole van haar paard Whisper. Door de Fédération Équestre Internationale werd ze hiervoor geschorst voor de duur van zes maanden.

## Resultaten

### Olympische Zomerspelen
| Jaar | Plaats         | Resultaten                                                        |
| ---- | -------------- | ----------------------------------------------------------------- |
| 1992 | Barcelona      | individueel met Gigolo · landenwedstrijd met Gigolo               |
| 1996 | Atlanta        | individueel met Gigolo · landenwedstrijd met Gigolo               |
| 2000 | Sydney         | individueel met Gigolo · landenwedstrijd met Gigolo               |
| 2008 | Peking         | individueel met Satchmo · landenwedstrijd met Satchmo             |
| 2016 | Rio de Janeiro | individueel met Weihegold Old · landenwedstrijd met Weihegold Old |
| 2020 | Tokio          | individueel met Bella Rose 2 · landenwedstrijd met Bella Rose 2   |
| 2024 | Parijs         | individueel met Wendy · landenwedstrijd met Wendy                 |

### Wereldruiterspelen
| Jaar | Plaats    | Resultaten                                                         |
| ---- | --------- | ------------------------------------------------------------------ |
| 1994 | Den Haag  | grand prix special met Gigolo · landenwedstrijd met Gigolo         |
| 1998 | Rome      | individueel met Gigolo · landenwedstrijd met Gigolo                |
| 2006 | Aken      | grand prix special met Satchmo · landenwedstrijd met Satchmo       |
| 2010 | Lexington | landenwedstrijd met Warum nicht FRH                                |
| 2014 | Normandië | landenwedstrijd met Bella Rose                                     |
| 2018 | Lexington | grand prix special met Bella Rose · landenwedstrijd met Bella Rose |

1912: Carl Bonde ·
1920: Janne Lundblad ·
1924: Ernst Linder ·
1928: Carl Friedrich von Langen ·
1932: Xavier Lesage ·
1936: Heinz Pollay ·
1948: Hans Moser ·
1952: Henri Saint Cyr ·
1956: Henri Saint Cyr ·
1960: Sergej Filatov ·
1964: Henri Chammartin ·
1968: Ivan Kizimov ·
1972: Liselott Linsenhoff ·
1976: Christine Stückelberger ·
1980: Elisabeth Theurer ·
1984: Reiner Klimke ·
1988: Nicole Uphoff ·
1992: Nicole Uphoff ·
1996: Isabell Werth ·
2000: Anky van Grunsven ·
2004: Anky van Grunsven ·
2008: Anky van Grunsven ·
2012: Charlotte Dujardin ·
2016: Charlotte Dujardin ·
2020: Jessica von Bredow-Werndl ·
2024: Jessica von Bredow-Werndl
1928: von Langen, Linkenbach, Lotzbeck ·
1932: Lesage, Marion, Jousseaume ·
1936: Pollay, Gerhard, Oppeln-Bronikowski ·
1948: Jousseaume, Saint-Fort Paillard, Buret ·
1952: Saint Cyr, Boltenstern, Persson ·
1956: Saint Cyr, Boltenstern, Persson ·
1964: Boldt, Klimke, Neckermann ·
1968: Neckermann, Klimke, Linsenhoff ·
1972: Petoesjkova, Kizimov, Kalita ·
1976: Boldt, Klimke, Grillo ·
1980: Kovsjov, Oegrjoemov, Misevitsj ·
1984: Klimke, Sauer, Krug ·
1988: Klimke, Linsenhoff, Theodorescu, Uphoff ·
1992: Balkenhol, Uphoff, Theodorescu, Werth ·
1996: Balkenhol, Schaudt, Theodorescu, Werth ·
2000: Werth, Capellmann, Salzgeber, Simons-de Ridder ·
2004: Kemmer, Schmidt, Schaudt, Salzgeber ·
2008: Kemmer, Capellmann, Werth ·
2012: Hester, Bechtolsheimer, Dujardin ·
2016: Rothenberger, Schneider, Bröring-Sprehe, Werth ·
2020: von Bredow-Werndl, Schneider, Werth ·
2024: Wandres, von Bredow-Werndl, Werth
- Gemeinsame Normdatei: 138556903
- International Standard Name Identifier: 0000 0000 6561 8881
- Virtual International Authority File: 90836643